# Marceli Żółtowski (1900–1940)
Marceli Teodor Marek Żółtowski herbu Ogończyk (ur. 18 czerwca 1900 w Jarogniewicach, zm. 16–19 kwietnia 1940 w Katyniu) – polski ziemianin – hrabia, żołnierz, działacz społeczny, porucznik kawalerii rezerwy Wojska Polskiego, uczestnik wojny polsko-bolszewickiej, kawaler Orderu Virtuti Militari, ofiara zbrodni katyńskiej.

## Życiorys
Urodził się 18 czerwca 1900 w Jarogniewicach, w powiecie kościańskim, w znanej wielkopolskiej rodzinie ziemiańskiej Adama Żółtowskiego (1866–1934) i Marii z Kwileckich (1870–1959).

Aby uniknąć germanizacji zarówno Marceli jak i jego rodzeństwo zostali wysłani do szkół za granicą. W latach 1910–1916 uczęszczał do szkoły w Patschkau na Śląsku, a następnie od 1916 do 1919 uczył się w szkole średniej w Szwajcarii. Ze względu na młody wiek nie uzyskał zgody rodziców na udział w powstaniu wielkopolskim. W marcu 1919 został przyjęty do Wojska Polskiego. Po ukończeniu szkolenia w lutym 1920 na podchorążych w Warszawie, walczył w wojnie polsko-bolszewickiej w szeregach 16 pułku ułanów wielkopolskich przeciwko armii Budionnego. 3 sierpnia 1920 został ranny w nogę i wrócił do rodzinnych Jarogniewic, gdzie leczony był przez chirurga z Kościana. Po wyzdrowieniu powrócił do służby i do końca wojny dowodził plutonem. 1 września 1920 awansowano go na stopień podporucznika. W 1921 za zasługi wojenne został odznaczony Krzyżem Virtuti Militari V klasy, a we wniosku o jego nadanie, napisano m.in.:

1 maja 1920 r. pod Rogoźnem, podczas odwrotu pułku w pierwszych walkach z armią Budionnego, pchor. Żółtowski z plutonem liczącym 25 szabel, pozostawiony jako straż tylna maszerującego w ariergardzie pułku, miał rozkaz jak najdłużej utrzymać bród, przez który pułk się przeprawił i przejść go dopiero w ostatniej chwili. Rozwinąwszy swój pluton w tyralierę, stawił czoło nacierającemu przeciwnikowi i dopiero, gdy był prawie okrążony, przeprawił swój pluton i sam przejechał jako ostatni przez bród, będący już pod gęstym ogniem kulomiotów nieprzyjaciela. Jego dzielności i trzeźwości umysłu zawdzięcza się, że natarcie nieprzyjaciela straciło swą siłę. W szarży pod Jazłowczykiem 3 sierpnia 1920 r., kiedy jechał odważnie na czele swego plutonu i zachęcając innych swym przykładem, został ranny w nogę.

W 1922 zdał egzamin dojrzałości w Poznaniu, a następnie uczestniczył w wyższych kursach ziemiańskich we Lwowie, które ukończył. W okresie międzywojennym kilka razy odbywał ćwiczenia w 17 pułku piechoty. 29 stycznia 1932 został mianowany porucznikiem ze starszeństwem z 2 stycznia 1932 i 28. lokatą w korpusie oficerów rezerwowych kawalerii.
24 sierpnia 1939 zmobilizowany został do 17 pułku ułanów wielkopolskich w Lesznie. 26 sierpnia stawił się w Ośrodku Zapasowym Wielkopolskiej Brygady Kawalerii w Kraśniku Lubelskim i objął dowództwo szwadronu 17 puł. Po wybuchu II wojny światowej i agresji ZSRR na Polskę, w nocy z 30 września na 1 października dostał się nad Sanem do niewoli sowieckiej. Od kwietnia 1940 przebywał w obozie jenieckim w Kozielsku. Między 15 a 17 kwietnia 1940 został przekazany do dyspozycji naczelnika Zarządu NKWD Obwodu Smoleńskiego – lista wywózkowa 032/1 z 14 kwietnia 1940, pozycja 91. Między 16 a 19 kwietnia 1940 został zamordowany w Katyniu przez funkcjonariuszy Obwodowego Zarządu NKWD w Smoleńsku oraz pracowników NKWD przybyłych z Moskwy na mocy decyzji Biura Politycznego KC WKP(b) z 5 marca 1940. Ofiary tej zbrodni grzebano w bezimiennych mogiłach zbiorowych, gdzie od 28 lipca 2000 mieści się oficjalnie Polski Cmentarz Wojenny w Katyniu. W miejscu tym prowadzone były ekshumacje i prace archeologiczne. W 1943 jego ciało zostało zidentyfikowane w toku ekshumacji nadzorowanych przez Niemców pod numerem 1142 – dosłownie opisany jako Żołtowski Marcelli (raport dzienny z 6 maja 1943). Przy jego szczątkach znaleziono legitymację „Virtuti Militari”, część książki wojskowej oraz wizytówkę. Figuruje na liście Komisji Technicznej PCK pod numerem 01142. W Archiwum Robla w pakiecie 03-01, wymieniony (bez nazwiska) z notatką „Głuchow”, w spisie nazwisk bez daty – jeńców obozu w Kozielsku, w notatniku znalezionym przy szczątkach Łukasza Zwierkowskiego.
O pobycie por. Marcelego Żółtowskiego w Kozielsku wspominał w liście do rodziny z 1962 prof. Stanisław Swianiewicz:

Podczas pobytu w obozie w Kozielsku por. Żółtowski był w dobrym zdrowiu oraz odznaczał się niezachwianą postawą moralną. W marcu 1940 r. gdy rozeszła się pogłoska, że wkrótce nastąpi likwidacja obozu kozielskiego oraz że jeńcy mają być odesłani do kraju, namawiał kolegów, aby ostro protestowali przeciwko takiemu rozwiązaniu sprawy. Uważał on, że odesłanie do kraju równałoby się odesłaniu do obozów niemieckich, gdzie bylibyśmy unieruchomieni do końca wojny. Natomiast dopóki byliśmy w Rosji, mogliśmy mieć nadzieję, że wytworzy się taka sytuacja polityczna, w której władze sowieckie pozwolą nam wyjechać do zachodnich krajów sojuszniczych. Pragnął on gorąco wziąć jeszcze udział w walkach...

5 października 2007 minister obrony narodowej Aleksander Szczygło mianował go pośmiertnie na stopień kapitana. Awans został ogłoszony 9 listopada 2007 w Warszawie, w trakcie uroczystości „Katyń Pamiętamy – Uczcijmy Pamięć Bohaterów”.

### Życie prywatne
17 października 1929 ożenił się z Różą Turno i objął po swoim wuju majątek Głuchowo. Oprócz gospodarowania poświęcał czas na swoje hobby, którymi była jazda konna i motoryzacja. Angażował się także wraz z żoną społecznie i charytatywnie na rzecz mieszkańców Głuchowa i okolic organizując wiejski ośrodek zdrowia, bibliotekę, półkolonie dla dzieci i kursy dokształcające dla ich rodziców. Ze związku Marcelego i Róży urodziło się czworo dzieci: Maria, Joanna, Teresa oraz Piotr. 

## Ordery i odznaczenia
- Krzyż Srebrny Orderu Wojskowego Virtuti Militari nr 3360 – 30 czerwca 1921[27][28][29][3]
- Medal Pamiątkowy za Wojnę 1918–1921[3]